# Stelios Manōlas
Stelios Manōlas (in greco Στέλιος Μανωλάς?; Nasso, 13 luglio 1961) è un allenatore di calcio ed ex calciatore greco, di ruolo difensore.

## Biografia
È il padre di Kōstantinos, anch'egli calciatore.

## Carriera

### Giocatore

#### Club
Ha giocato sempre per l'AEK Atene, dal 1978 anno del debutto, al 2000 anno del ritiro.
Debuttò il 3 febbraio 1978 nell'incontro giocato contro il Kastoria (1-1) e giocò la sua ultima partita il 17 maggio 2000 contro lo Skoda Xanthi, in quella che fu la sua presenza numero 700 (447 in campionato) per il club della capitale greca. Nel 1993 si è classificato 26º nella classifica del Pallone d'oro.
Durante la sua carriera, Manōlas vinse inoltre quattro campionati greci e tre coppe nazionali greche.

#### Nazionale
Manōlas scese in campo per la nazionale greca per 70 partite, nelle quali mise a segno 6 gol. Con la nazionale prese parte anche ai Mondiali 1994.
Dopo il ritiro ha iniziato ad allenare la nazionale greca Under-21.

### Allenatore
Il 20 aprile 2016 diventa allenatore ad interim dell'AEK Atene, al posto dell'esonerato Gustavo Poyet, guidando la squadra alla conquista della Coppa di Grecia.

## Palmarès

### Giocatore
- Campionati greci: 4

AEK Atene: 1988-1989, 1991-1992, 1992-1993, 1993-1994
- Coppe di Grecia: 3

AEK Atene: 1982-1983, 1995-1996, 1996-1997
- Supercoppe di Grecia: 2

AEK Atene: 1989, 1996
- Coppa di Lega greca: 1

AEK Atene: 1989-1990

### Allenatore
- Coppa di Grecia: 1

AEK Atene: 2015-2016